# Sainte-Thérence
Sainte-Thérence è un comune francese di 207 abitanti situato nel dipartimento dell'Allier della regione dell'Alvernia-Rodano-Alpi.

## Società

### Evoluzione demografica
Abitanti censiti